# تولا اویل
تولا اویل (به انگلیسی: Tullow Oil) شرکت چندملیتی اکتشاف نفت و گاز است، که در سال ۱۹۸۵ توسط ایدن هیوی تأسیس شد. دفتر مرکزی این شرکت در شهر لندن مستقر می‌باشد.
این شرکت مالک بیش از ۱۵۰ مجوز اکتشاف نفت و گاز است و بیش از ۶۷ میدان تولیدی در ۲۵ کشور را در اختیار دارد و در سال ۲۰۱۲ به‌طور متوسط معادل ۷۹،۲۰۰ بشکه نفت خام در روز تولید داشته‌است.
بخش عمده فعالیت شرکت تولا اویل در آفریقا و در حاشیه اقیانوس اطلس است که عملیات گسترده اکتشاف نفت در کشورهای غنا، اوگاندا، کنیا و گویان فرانسه را در بر می‌گیرد.